# Cortinarius myxo-anomalus
Cortinarius myxo-anomalus är en svampart som beskrevs av Kühner 1989. Cortinarius myxo-anomalus ingår i släktet Cortinarius och familjen spindlingar.   Inga underarter finns listade i Catalogue of Life.